# Nora Imlau
Nora Imlau  (* 9. Mai 1983 in Freiburg im Breisgau) ist eine deutsche Journalistin und Buchautorin. Sie schreibt vor allem über Familienthemen und ist eine bekannte Vertreterin der bindungsorientierten Elternschaft.

## Leben
Nora Imlaus Eltern unterrichteten an einem reformpädagogischen Internat und prägten ihre Einstellung zu Pädagogik. Nach ihrer Schulzeit in Baden-Württemberg und ihrem Studium in Marburg und Vancouver nahm Imlau 2007 ihre berufliche Laufbahn als freie Journalistin und Fachautorin für Familienthemen auf. In den folgenden Jahren schrieb sie Titelgeschichten und konzipierte Sonderhefte unter anderem für die Zeitschriften Eltern und Eltern family aus dem Hause Gruner + Jahr, aber beispielsweise auch für die Zeitschrift Chrismon, das Hebammenforum, das Unerzogen Magazin und Zeit Online. Sie ist die Erziehungsexpertin der Fernsehsendung MDR um 4.
Ergänzend zur Tätigkeit als Journalistin schrieb Imlau mehrere Sachbücher für Eltern, darunter Schlaf gut, Baby (zusammen mit Herbert Renz-Polster), Babybauchzeit (zusammen mit Hebamme Sabine Pfützner) sowie Mein kompetentes Baby. Ihr 2018 im Kösel Verlag erschienener Ratgeber So viel Freude, so viel Wut über gefühlsstarke Kinder wurde zum Bestseller. Der Folgeband Du bist anders, du bist gut erschien im Herbst 2019 und wurde ein Bestseller. 2020 erschien ihr vieldiskutiertes Buch Mein Familienkompass und wurde ebenfalls zum Bestseller. Im Juni 2022 veröffentlichte sie mit Und was fühlst du, Känguru? ihr erstes Kinderbuch. 
Als Referentin für Familienthemen tritt Imlau bei Veranstaltungen und Kongressen auf. Als Botschafterin der Elterninitiative Mother Hood setzt sie sich für die Rechte von Schwangeren und jungen Eltern sowie für individuelle Hebammenbegleitung und Wahlfreiheit in der Geburtshilfe ein. Als Kommunikationsexpertin berät sie das Netzwerk Gesund ins Leben, etwa im Rahmen des Projekts Becoming Breastfeeding Friendly. 2019 war sie gemeinsam mit ihrem Mann und ihrem jüngsten Kind auf dem Plakat der Initiative Babyfreundlich zur Weltstillwoche zu sehen. 
Imlau ist vierfache Mutter und lebt mit ihrer Familie seit August 2020 in einem Dorf in Baden-Württemberg.

## Werke
- Die besten Schlaftipps der Welt: Besser einschlafen, leichter durchschlafen, Schlafprobleme lösen. Gruner + Jahr, München 2007, DNB 989632075.
- Alles übers Stillen: Wie Sie den Stillstart mühelos schaffen, was bei kleinen Problemen hilft. Gruner + Jahr, München 2008, DNB 989631931.
- Crashkurs Baby: Anleitung für Ungeübte – garantiert ohne Schnickschnack. Gräfe und Unzer Verlag, München 2012, ISBN 978-3-8338-2401-2.
- Das Geheimnis zufriedener Babys: Liebevolle Lösungen, damit Ihr Baby ruhiger schläft und weniger weint. Gräfe und Unzer Verlag, München 2013, ISBN 978-3-8338-3319-9.
- Freundschaft: Wie Kinder sie erleben und Eltern sie stärken können. Beltz Verlag, Weinheim 2014, ISBN 978-3-407-72716-9.
- Das Geburtsbuch: Vorbereiten – Erleben – Verarbeiten. Beltz Verlag, Weinheim 2016, ISBN 978-3-407-86407-9.
- Schlaf gut, Baby! Der sanfte Weg zu ruhigen Nächten. Gräfe und Unzer Verlag, München 2016, ISBN 978-3-8338-4598-7.
- Stillen – Das Geheimnis einer glücklichen Babyzeit: Liebevolle Lösungen für eine erfüllte Stillzeit. Gräfe und Unzer Verlag, München 2016, ISBN 978-3-8338-5680-8.
- Geborgen schlafen: Gemeinsam mit dem Baby gut durch die Nacht. Gräfe und Unzer Verlag, München 2016, ISBN 978-3-8338-5679-2.
- Mein kompetentes Baby: Wie Kinder zeigen, was sie brauchen. Kösel Verlag, München 2016, ISBN 978-3-466-31067-8.
- So viel Freude, so viel Wut: Gefühlsstarke Kinder verstehen und begleiten. Kösel Verlag, München 2018, ISBN 978-3-466-31095-1.
- Babybauchzeit: Geborgen durch die Schwangerschaft und die Zeit danach. Beltz Verlag, Weinheim 2018, ISBN 978-3-407-86529-8.
- Du bist anders, du bist gut: Gefühlsstarke Kinder beim Großwerden begleiten. Kösel Verlag, München 2019, ISBN 978-3-466-31128-6.
- Mein Familienkompass. Was brauch ich und was brauchst du? Ullstein Verlag, Berlin 2020, ISBN 978-3-550-20086-1.
- Gefühlsstärke ist auch eine Stärke. Der Familienplaner für die Stürme des Alltags. Kösel Verlag, München 2021, ISBN 978-3466311613.
- Und was fühlst du, Känguru? Ein Mutmachbuch für alle gefühlsstarken Kinder. Carlsen Verlag, Hamburg 2022, ISBN 978-3551171801
- In guten Händen. Wie wir ein starkes Bindungsnetz für unsere Kinder knüpfen. Ullstein Verlag. Berlin 2022, ISBN 978-3550202087.
- Meine Grenze ist dein Halt: Kindern liebevoll Stopp sagen. Beltz Verlag, Weinheim 2022, ISBN 978-3407867421
- Bindung ohne Burnout: Kinder zugewandt begleiten ohne auszubrennen. Beltz Verlag, Weinheim 2024, ISBN 978-3407868114